# 쓰가루이시촌
쓰가루이시촌(津軽石村)은 이와테현 시모헤이군에 존속했던 촌이다.

## 연혁
- 1889년 4월 1일 - 정촌제 시행과 함께 히가시헤이군 쓰가루이시촌이 성립하였다.
- 1896년 3월 29일 - 히가시헤이군, 나카헤이군, 기타헤이군과 합병해 시모헤이군이 성립해 시모헤이군 쓰가루이시촌이 되었다.
- 1955년 4월 1일 - 오모에촌, 사키야마촌, 하나와촌과 합병해 미야코시에 편입하였다.

### 철도
- 일본국유철도
  - 야마다 선

## 참고서적
- 『이와테현 정촌 합병지』(이와테현 총무부 지방과, 1957년)